# Maquelonos
Maquelonos ou maquelones (em georgiano: მახელონები; em latim: machelonoi; em grego clássico: Μαχελῶνες; romaniz.: Machelônes) foram uma tribo colca situada no extremo sul do rio Fásis (atual Rioni, na Geórgia Ocidental). Estiveram intimamente relacionados aos vizinhos macronos, conhecidos desde ao menos o século V a.C..

## História
Há várias referências a eles nas fontes clássicas. Esse grupo pode ser os macorones (machorones) de Plínio, o Velho que localizou-os entre os rios Ófis (atual Ofe, Turquia) e Prítanis. O escritor do século I Luciano de Samósata comenta sobre os máclias (machlyai) e seu governante, mas o relato parece ser inteiramente ficcional. Ptolomeu, no começo do século II, menciona da cidade de Meclesso (Mechlessos) na fronteira da Cólquida, mas não adiciona substantivo. Seu autor contemporâneo, Arriano, lista numa orientação oeste-leste os sanos, drilas, maquelonos, heníocos, zudreítas, e lazos. Escrevendo no começo do século III sobre um evento de 100 anos antes (117), Dião Cássio relata que os maquelonos e os vizinhos heníocos eram governados pelo "rei" Anquíalo, que se submeteu ao imperador romano Trajano (r. 98–117). Há uma menção especial no anônimo (talvez pós-século IV) Périplo do Ponto Euxino que os maquelões e heníocos foram certa vez chamados Ekcheireis. O país chamado Maquelônia, Estado-cliente do Império Sassânida, aparece na inscrição trilíngue chamada Feitos do Divino Sapor que relata as atividades políticas, militares e religiosas do xá Sapor I (r. 240–270). Nesse caso, pode ser sinônimo de Cólquida.